# Rafael García
José Rafael García Torres, född 14 augusti 1974, är en mexikansk före detta fotbollsspelare (mittfältare). 
Rafael García spelade för Mexikos landslag under en tioårsperiod mellan 1996 och 2006. Han ingick i trupperna till VM 2002, VM 2006, Copa América 1997 samt 1999. Han fanns också med under Olympiska sommarspelen 1996 i Atlanta. Sammanlagt spelade han 52 landskamper för Mexiko och gjorde tre mål.
På klubbnivå spelade García enbart för mexikanska klubbar. Han avslutade spelarkarriären 2008.